# 크리스토페르 페테르손
크리스토퍼 폴 페테르손(스웨덴어: Kristoffer Paul Peterson, 1994년 11월 28일 ~ )은 스웨덴의 축구 선수이며 현재 하포엘 베르셰바에서 윙어로 활약중이다.